# Scopularia corsicana
Scopularia corsicana är en svampart som beskrevs av J.F.H. Beyma 1945. Scopularia corsicana ingår i släktet Scopularia, divisionen sporsäcksvampar och riket svampar.   Inga underarter finns listade i Catalogue of Life.